# Зімбабве на Олімпійських іграх
Зімбабве бере участь в Олімпіадах під такою назвою з 1980 року. Раніше Родезія брала участь у трьох Олімпіадах. Зімбабве ніколи не посилало своїх спортсменів на зимові Олімпійські ігри.
Спортсмени Зімбабве вибороли 8 олімпійських медалей, із них 7 — Керсті Ковентрі й одну сенсаційна збірна з хокею на траві на Московській олімпіаді.
Національний олімпійський комітет Зімбабве створено 1934 року й визнано МОК 1980 року.

## Таблиці медалей

### Медалі за Іграми
| Ігри                | Золото | Срібло | Бронза | Загалом |
| Москва 1980         | 1      | 0      | 0      | 1       |
| Лос-Анджелес 1984   | 0      | 0      | 0      | 0       |
| Сеул 1988           | 0      | 0      | 0      | 0       |
| Барселона 1992      | 0      | 0      | 0      | 0       |
| Атланта 1996        | 0      | 0      | 0      | 0       |
| Сідней 2000         | 0      | 0      | 0      | 0       |
| Афіни 2004          | 1      | 1      | 1      | 3       |
| Пекін 2008          | 1      | 3      | 0      | 4       |
| Лондон 2012         | 0      | 0      | 0      | 0       |
| Ріо-де-Жанейро 2016 | 0      | 0      | 0      | 0       |
| Всього              | 3      | 4      | 1      | 8       |

### Медалі за видами спорту
| Вид спорту     | Золото | Срібло | Бронза | Загалом |
| Плавання       | 2      | 4      | 1      | 7       |
| Хокей на траві | 1      | 0      | 0      | 1       |
| Усього         | 3      | 4      | 1      | 8       |